# 猎豹移动
獵豹移動（Cheetah Mobile；：CMCM）是中國一家軟件開發的企業，總部位於中國北京，成立於2010年10月，是由金山安全和可牛影像合併而成。前稱金山網絡，於2014年4月更改名稱。

## 團隊
金山软件共計六名主要人物：雷軍、徐鳴、楊家威、劉新華、肖潔、陳勇。

## 主要產品
- 安全软件
  - 獵豹安全瀏覽器
  - 獵豹Armorfly瀏覽器
  - 金山毒霸
  - 獵豹清理大師
  - 獵豹安全大師
  - 金山電池醫生
  - Photo Gird
  - CM Launcher
  - 獵豹鎖屏大師
  - 安兔兔评测
  - 獵豹移動廣告平台
  - 毒霸網址大全
  - 金山獎多多
  - 9724小遊戲
  - 快科技
  - 金山獵豹遊戲中心
  - 金山影視
- 手机游戏
  - 喵星人搶不到
  - 別踩白塊兒
  - 鋼琴塊2（別踩白塊兒2）
  - 跳舞的線
  - 滾動的天空
  - 滾動的天空2
  - 深海水族馆
  - 点点冲刺
  - 弓箭手大作戰
  - BADLAND 2
  - 細胞連接
  - 飄移風暴
  - 跳舞的球
  - 夢幻農場
  - 甩尾高手：氫動力版
  - 烹飪冒險

## 外部連結
- （英文）獵豹移動全球 （页面存档备份，存于）
- （简体中文）獵豹移動中國 （页面存档备份，存于）